# Sic Them Youngins On 'Em
Sic Them Youngins On 'Em é uma canção do rapper estadunidense Ice Cube, lançada em 11 de Fevereiro de 2014, como quinto single para seu decimo álbum de estúdio Everythang's Corrupt.

## Faixas
| Descarga digital |                                      |         |  |
| N.º              | Título                               | Duração |  |
| 1.               | "Sic Them Youngins On 'Em" (Clean)   | 3:23    |  |
| 2.               | "Sic Them Youngins On 'Em" (Explict) | 3:22    |  |

## Vídeo da musica
O vídeo da musica foi lançado em 14 de Fevereiro de 2014, no canal do artista na plataforma VEVO.

## Desempenho nas paradas
| Tabela musical (2014)                        | Melhor posição |
| -------------------------------------------- | -------------- |
| Estados Unidos (Billboard Hot 100)           | 21             |
| Estados Unidos (Billboard R&B/Hip-Hop Songs) | 3              |
| Estados Unidos (Billboard Hot Rap Songs)     | 8              |